# Fjordbyen

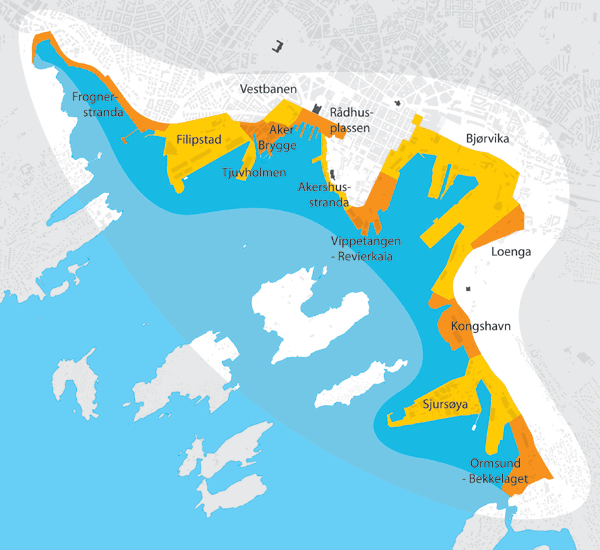
Karte des Fjordbyen-Projekts

Fjordbyen (deutsch Die Fjordstadt) ist ein Stadtentwicklungsprojekt in der norwegischen Hauptstadt Oslo. Vom Projekt betroffen sind die direkt am Oslofjord gelegenen Gebiete zwischen Frognerkilen im Nordwesten und Sydhavna im Südosten. Zentral ist die Umfunktionierung ehemaliger Hafengebiete. Das Projekt wurde vom Osloer Stadtrat im Jahr 2008 beschlossen, es kam aber in einigen Teilbereichen bereits zuvor zu Umbaumaßnahmen.

## Geschichte
Im Januar 2000 beschloss der Osloer Stadtrat, dass möglichst viele der Hafenflächen in Oslo für die Stadtentwicklung genutzt werden sollen. Das Gebiet sollte so umgestaltet werden, dass es für Wohnungen, die Wirtschaft und Erholungszwecke genutzt werden kann. Das Fjordbyen-Projekt selbst wurde schließlich im Jahr 2008 verabschiedet. Im Jahr 2009 wurde entschieden, dass Sydhavna das neue Hafengebiet für den Hafen von Oslo werden soll. Die Hafengebiete in Tjuvholmen, Bjørvika-Bispevika, Filipstad und Sørenga-Loenga wurden hingegen für die Stadtentwicklung freigegeben.
Das Projekt wurde in elf Teilgebiete unterteilt. Der Beschluss aus dem Jahr 2008 gibt die Leitlinien für alle Gebiete vor. Ein zentrales Element, das sich über den gesamten Bereich erstreckt, ist die Hafenpromenade entlang des Oslofjords. Die nur für einzelne Teilgebiete geltenden Beschlüsse wurden über mehrere Jahrzehnte hinweg getroffen. Der Umbau im Teilbereich Aker Brygge etwa war bereits in den 1990er-Jahren abgeschlossen.

## Teilgebiete
Das Fjordbyen-Projekt wurde in elf am Oslofjord gelegene Teilgebiete unterteilt. Insgesamt haben die Gebiete eine Fläche von rund 2,26 km². Das größte Teilprojekt ist das Bjørvika-Projekt. Die einzelnen Projekte wurden zu verschiedenen Zeitpunkten geplant und realisiert. Bei einigen Teilgebieten steht die Realisierung noch aus.

### Frognerstranda

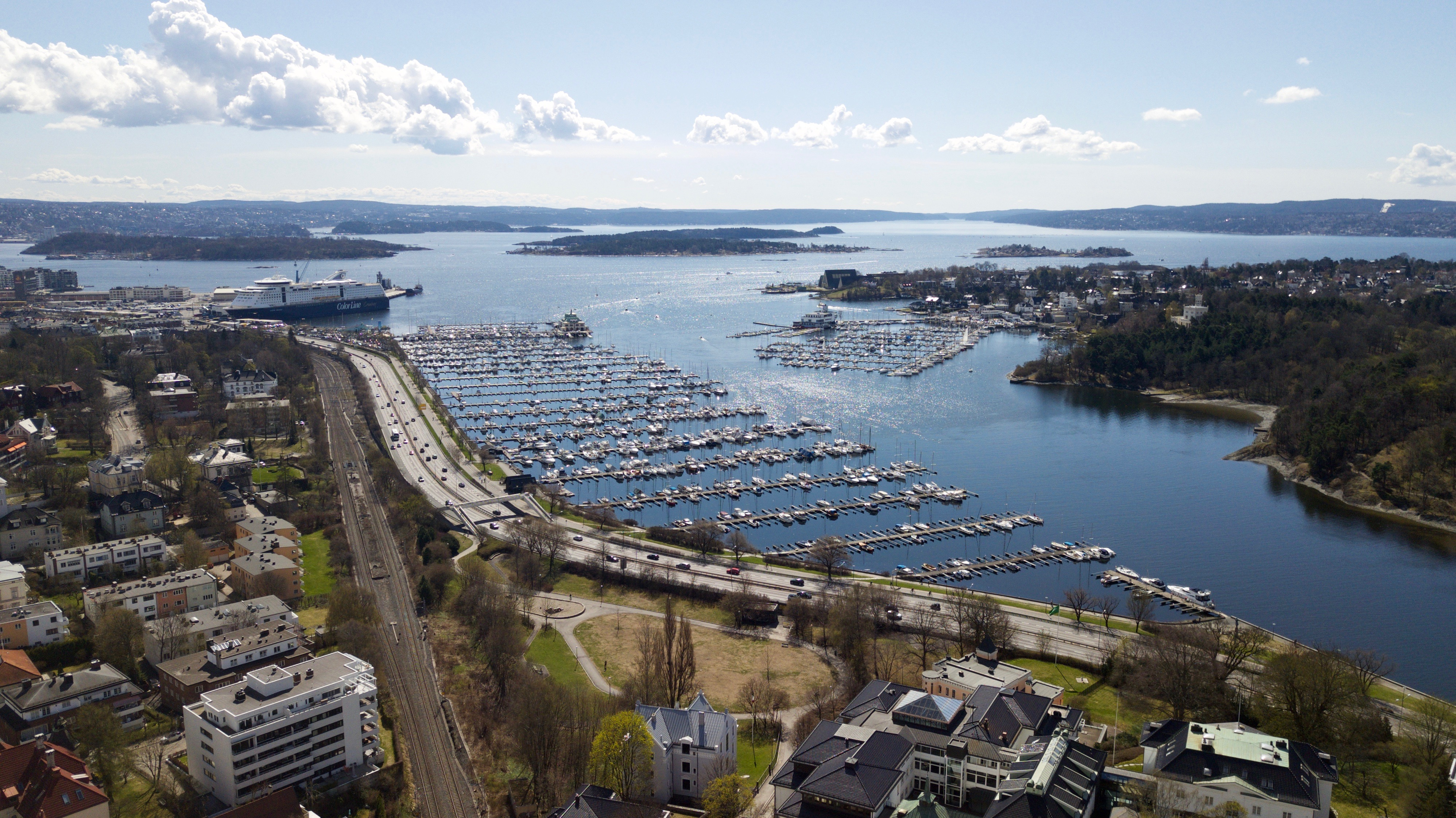
Frognerkilen mit der E18, 2018

Frognerstranda ist das nordwestlichste Teilgebiet des vom Projekt umfassten Areals. Es handelt sich bei diesem Teilgebiet um den Küstenbereich entlang der Bucht Frognerkilen im Süden des Stadtteils Frogner. Dort verlaufen direkt an der Küste die Autobahn Europastraße 18 (E18), Geh- und Radwege sowie Schienen für den Zugverkehr. Die Verkehrsinfrastruktur schränkt in diesem Bereich den Zugang zum Oslofjord ein und führt zu einer hohen Lärmbelastung. Geplant ist, die E18 zu verlegen, am Fjord eine Hafenpromenade anzulegen und nur noch einen Radweg entlang des Fjords zu führen.

### Filipstad und Tjuvholmen

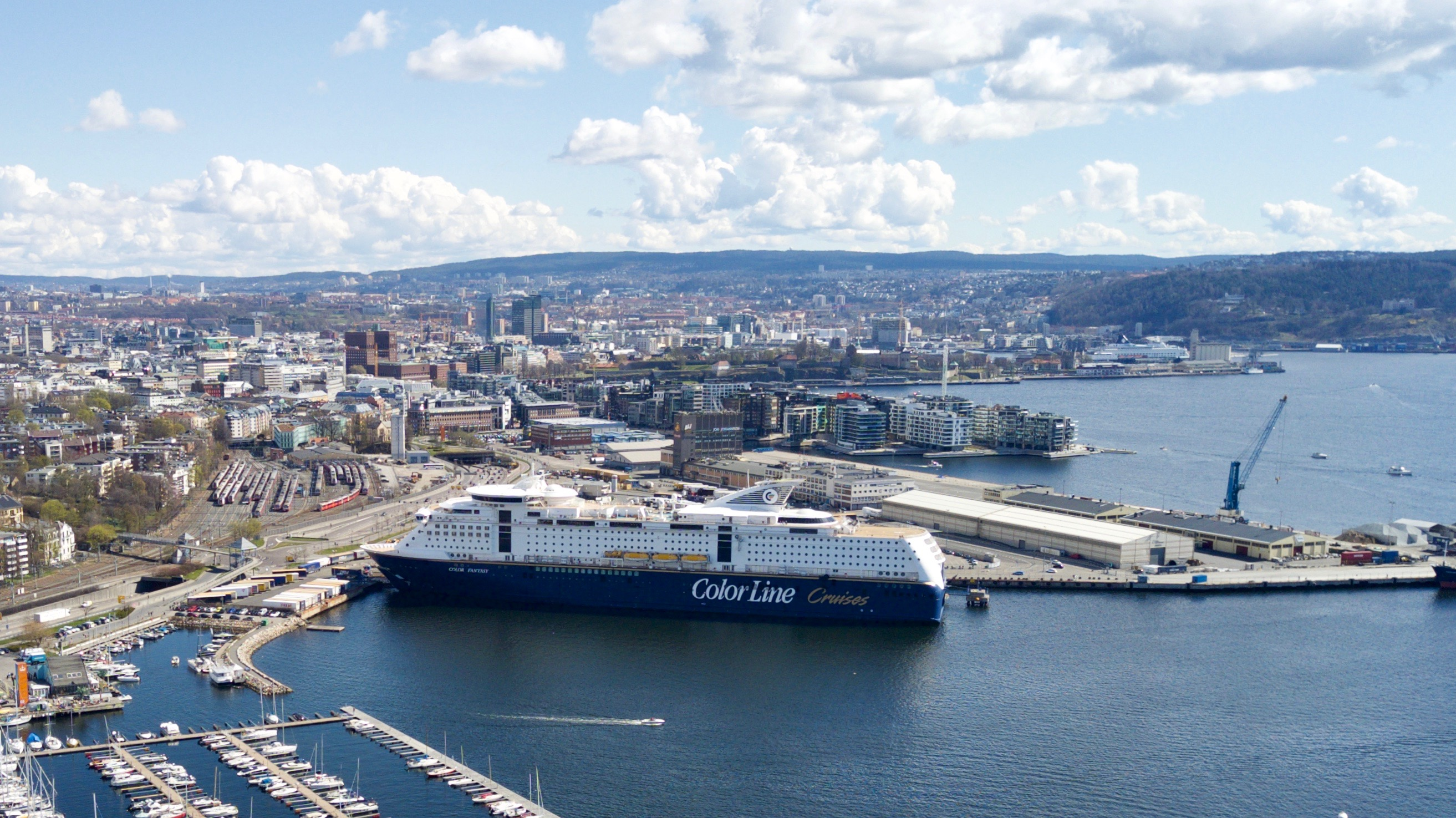
Filipstad, 2018

An den Teilbereich Frognerstranda schließt sich im Südosten das Gebiet Filipstad an. Durch Filipstad führt die E18. Das Areal nördlich der E18 wird für den Bahnverkehr genutzt, das südlich davon als Hafengebiet für Fähren und als Lagerplatz. Das Hafengebiet soll im Zuge der Projektarbeiten verkleinert werden. Im Juni 2020 beschloss der Osloer Stadtrat, dass die E18 in Filipstad zukünftig unterirdisch verlaufen soll.
Auf der durch diese Maßnahmen freiwerdenden Fläche sollen neue Gebäude und Freiflächen entstehen. Die neu errichteten Gebäude sollen eine Nutzfläche von insgesamt 462.000 m² haben. Insbesondere ist die Schaffung von rund 2200 bis 3000 Wohnungen geplant. Zudem sollen neue Arbeitsplätze, eine neue Schule sowie neue Kindergärten entstehen. Entlang des Oslofjords ist eine Hafenpromenade mit Parks angedacht. Geplant ist, dass durch die Baumaßnahmen das Osloer Stadtzentrum nach Filipstad hineinwächst.
Im Osten von Filipstad liegt die Halbinsel Tjuvholmen. Die Halbinsel wurde lange Zeit als Hafengebiet genutzt. Im Jahr 2005 übernahm Kneppeskjær in Sydhavna die Hafenaufgaben. Auf Tjuvholmen wurden rund 950 neue Wohnungen erbaut, neue Büroflächen geschaffen und eine Fläche von insgesamt 0,9 Hektar in öffentliche Parks umgewandelt.

### Aker Brygge und Vestbanen
Im Osten schließt sich an Filipstad das Teilgebiet Aker Brygge an. Das Areal wurde bereits von 1985 bis 1998 in drei Etappen umgebaut, nachdem im Jahr 1982 der Betrieb in der Schiffswerft Akers mekaniske verksted eingestellt wurde und das frühere Werftgebiet frei wurde. Damit war das Teilgebiet das erste, bei dem die Umsetzung der Pläne vollendet wurden.
Im Nordosten schließt sich das Teilgebiet Vestbanen an Aker Brygge an. Der Betrieb am Bahnhof Vestbanestasjonen wurde im Jahr 1990 eingestellt. Auf dem zum Bahnhof gehörenden Gelände, auf dem vor allem die zum Bahnhof führenden Gleise verliefen, wurde das Nationalmuseum Oslo erbaut. Das Museum wurde im Jahr 2022 eröffnet. Im Bahnhofsgebäude selbst ist seit Juni 2005 das Nobel-Friedenszentrum untergebracht.

### Rådhusplassen

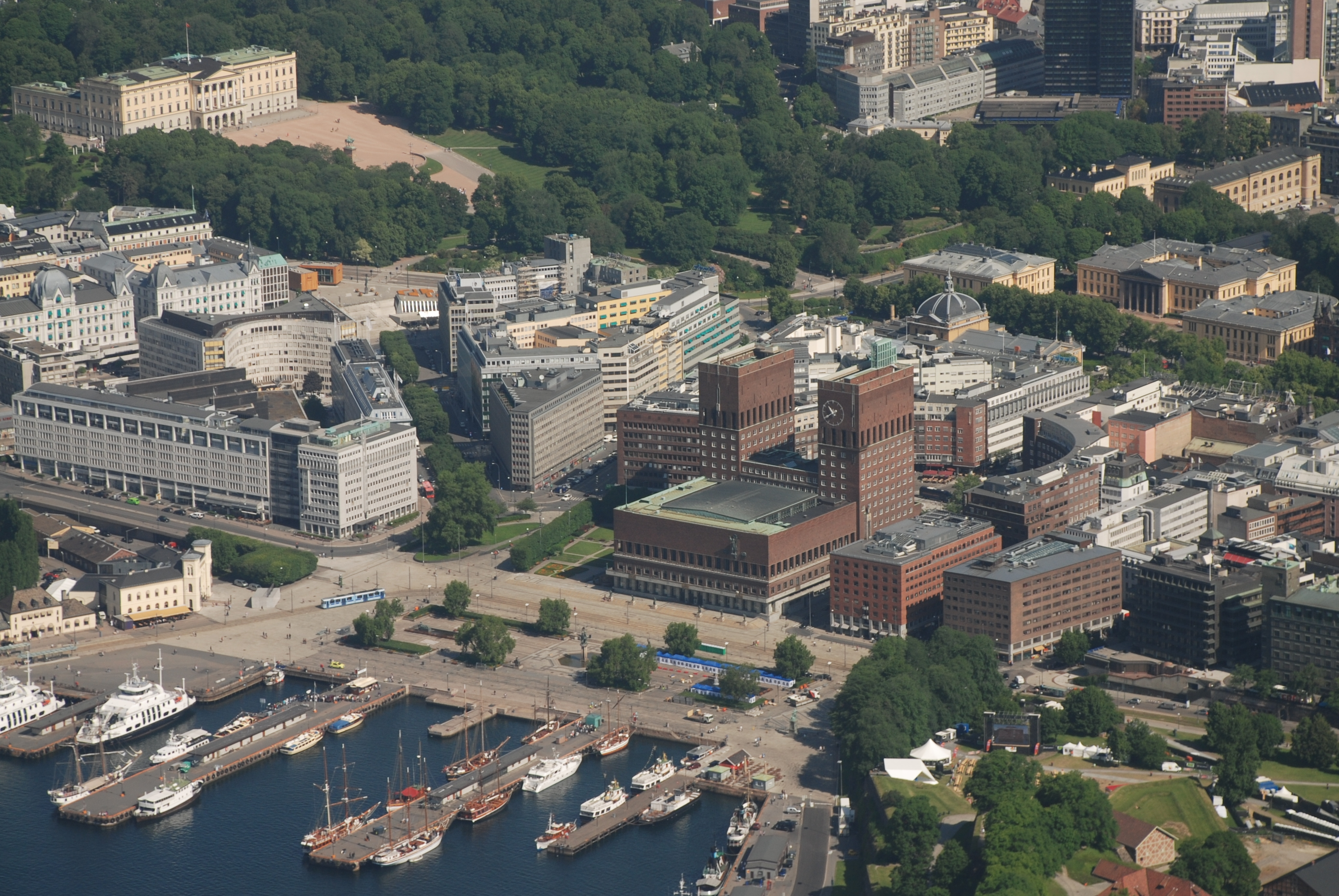
Rathausplatz und Umgebung, 2010

Im Osten des Vestbanen-Teilgebiets liegt der Osloer Rathausplatz (Rådhusplassen). Das Gebiet hat eine Fläche von rund 67.000 m². Der Rathausplatz gilt als ein zentrales Element des Fjordbyen-Projekts. Bereits 1994 wurde der Platz autofrei, ein Jahr später wurde eine Straßenbahnlinie über den Platz gelegt. Die E18 wurde in diesem Bereich in ein Tunnelsystem verlegt.

### Akershusstranda und Vippetangen
Südöstlich an den Rathausplatz schließt sich das Teilgebiet Akershusstranda an. Der Küstenbereich liegt unterhalb der Festung Akershus. Die Straße Akershusstranda wurde zu einer Promenade umfunktioniert, nachdem dort in den 1990er-Jahren der Schienen- und Autoverkehr entfiel. In diesem Bereich sollen vor allem neue Parkflächen entstehen. Östlich von Akershusstranda liegt der Teilbereich Vippetangen. Dort wurde unter anderem der Kai saniert.

### Bjørvika, Sørenga und Loenga

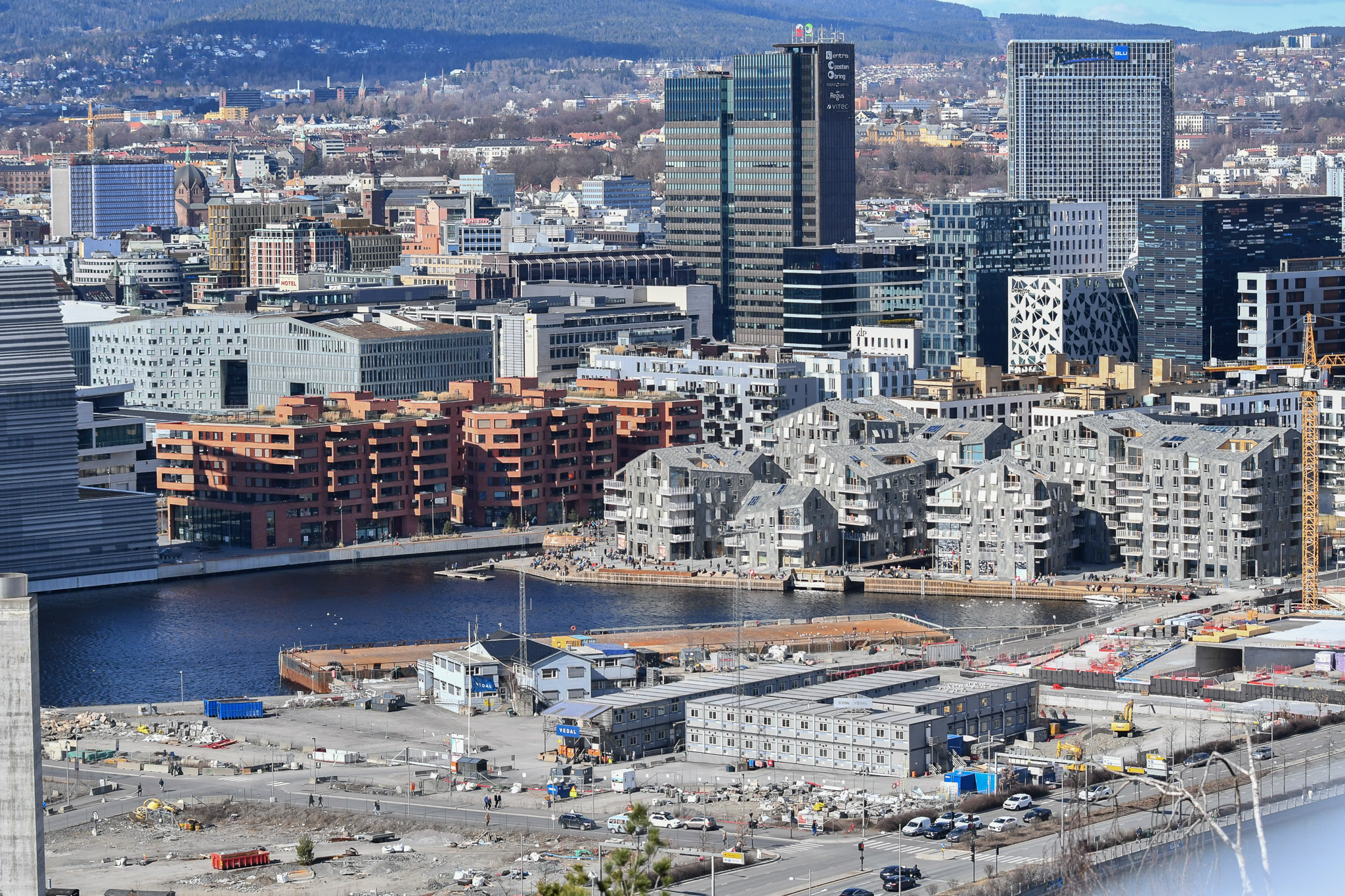
Bjørvika, 2021

Nordöstlich an den Teilbereich Vippetangen grenzt das Bjørvika-Projekt an. Dieses Einzelprojekt ist eines der umfangreichsten Stadtentwicklungsprojekte in der neueren Geschichte Oslos und umfasst Arbeiten auf einem Areal von rund 0,7 km². Damit ist es das größte der elf Teilbereiche.
Die Überarbeitung von Bjørvika wurde bereits im Jahr 1988 beschlossen. Die E18 wurde in diesem Gebiet in den Bjørvikatunnel (norwegisch Bjørvikatunnelen) verlegt, der unter der Bucht Bjørvika hindurchführt und Teil des Operatunnelsystems (norwegisch Operatunnelen) ist. Zudem wurde das Hafengebiet Sørenga im Osten der Bucht stillgelegt. Durch die Verlegung der E18 und die Stilllegung des Hafens wurde Platz frei, der für den Bau neuer Bürogebäude, Wohnungen und Kultureinrichtungen genutzt wurde. In Bjørvika entstanden so beispielsweise das neue Opernhaus Oslo, das neue Gebäude für das Munch-Museum, die Deichmanske bibliotek sowie die Hochhauszeile Barcode.
In Sørenga wurden von 2009 bis 2019 rund 750 Wohnungen erbaut. Die kommunale Badeanlage Sørenga Sjøbad wurde im Jahr 2015 eröffnet. Der Loenga-Teilbereich liegt im Osten des Teilgebiets Bjørvika. Eines der größten Projekte dort war die Verlegung der Bahnlinie Follobanen in einen Tunnel.

### Sydhavna

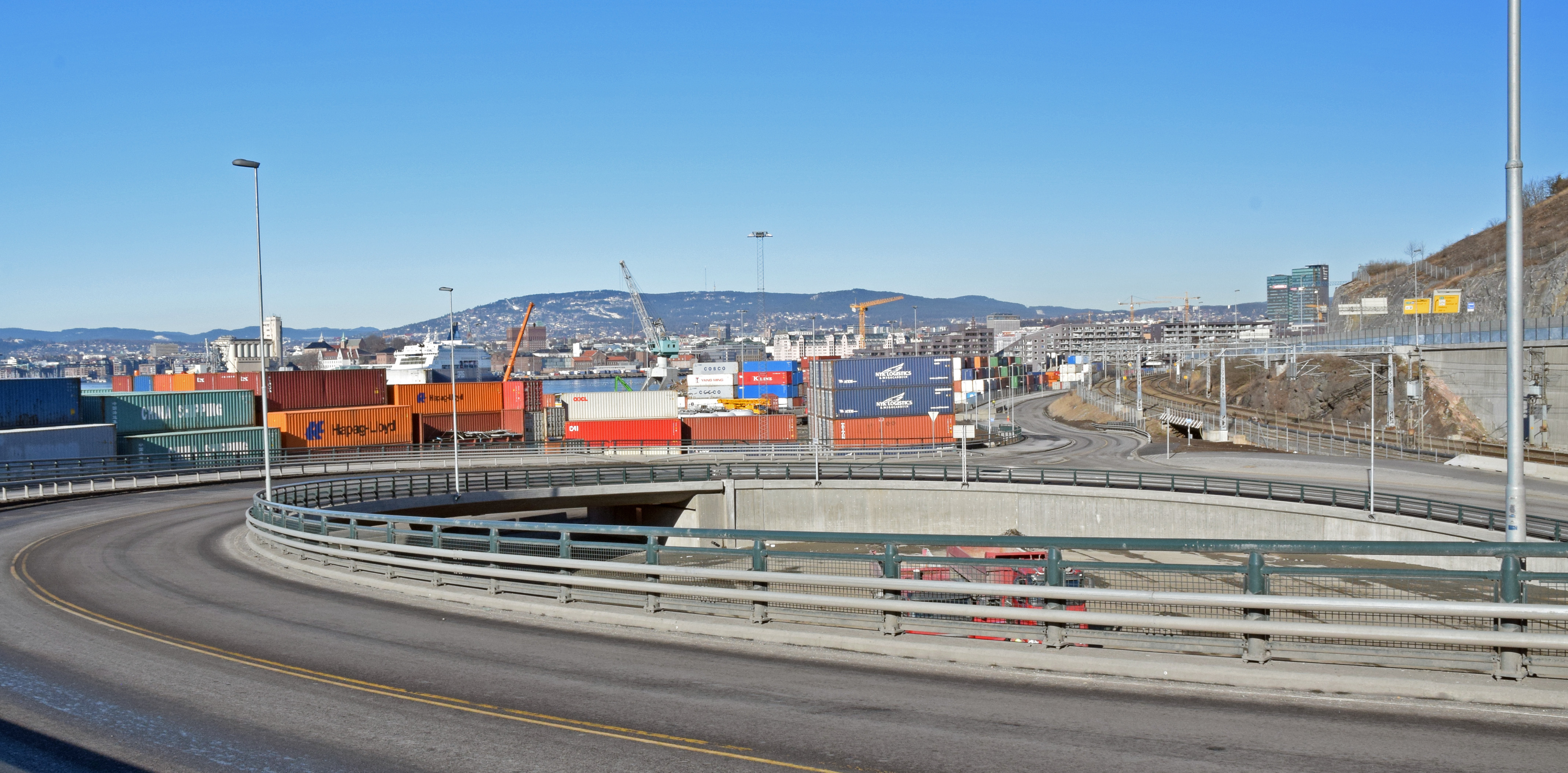
Containerhafen in Kongshavn, 2016

Sydhavna macht den südöstlichsten Abschnitt des Projekts aus. Das Gebiet setzt sich aus Grønlia, Kongshavn, Sjursøya, Kneppeskjær und Ormsund zusammen. Das Hafengebiet im Bereich Sydhavna wurde als Nachfolge für die stillgelegten Hafenbereiche bestimmt. In diesem Gebiet sollen im Gegensatz zu den anderen Teilgebieten des Fjordbyen-Projekts keine Maßnahmen zur Stadtentwicklung stattfinden. Aus diesem Grund wurde das Gebiet einige Zeit lang nicht als Teil des Fjordbyen-Projekts gesehen.
Durch die Verlagerung von Hafenflächen aus dem Zentrum von Oslo nach Sydhavna mussten die dortigen Hafengebiete ausgebaut werden, um die neu benötigten Kapazitäten zu erreichen.

## Hafenpromenade

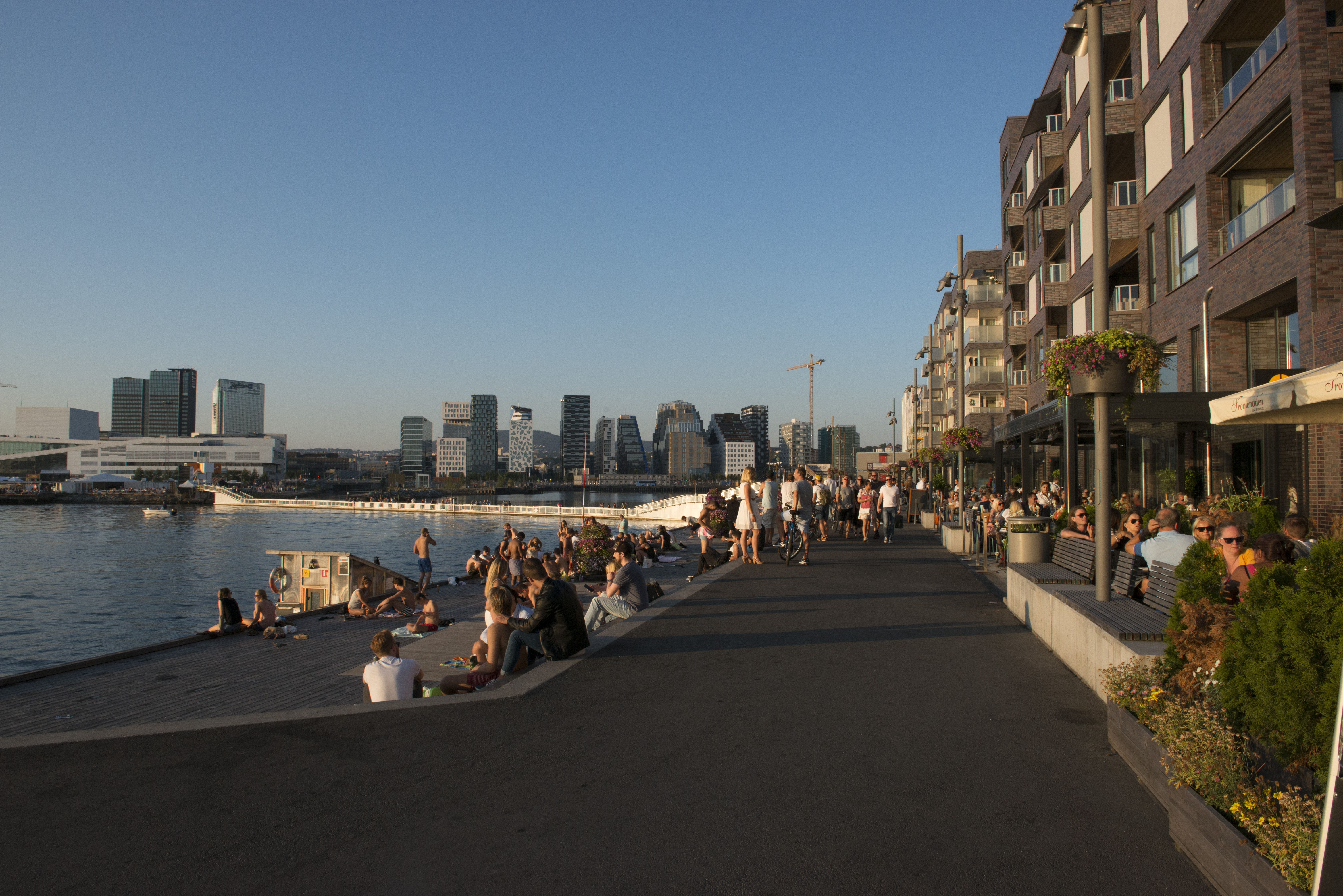
Hafenpromenade in Sørenga

Die Hafenpromenade (Havnepromenaden) ist die Promenade, die sich über alle Teilgebiete erstreckt. Bei der Planung wurde eine Breite von im Schnitt zwanzig Meter, mindestens aber zehn Meter anvisiert. Vorgabe aus dem Stadtratsbeschluss aus dem Jahr 2008 ist, dass die Promenade so nahe wie möglich an der Küste wie verlaufen soll. Insgesamt soll die Promenade eine zusammenhängende Länge von über neun Kilometern erreichen und von der Mündung des Flusses Alna in den Oslofjord im Osten bis nach Frognerkilen im Westen reichen.
Das Projekt soll bis 2030 abgeschlossen sein. Aufgrund der unterschiedlichen Projektlaufzeiten in den jeweiligen Teilgebieten wurden die einzelnen Abschnitte zu unterschiedlichen Zeiten fertiggestellt. Von der Stadt Oslo wurde die Hafenpromenade priorisiert und deshalb auch Zwischenlösungen geschaffen, um die Zeit bis zum Bau der endgültigen Promenade zu überbrücken.